# ハーレマーメール国際園芸博覧会
ハーレマーメール国際園芸博覧会（ハーレマーメールこくさいえんげいはくらんかい, Floriade 2002）は、2002年4月5日から10月20日までオランダのハーレマーメールで開催された国際園芸博覧会であり、博覧会国際事務局から認定された国際博覧会（特別博）である。30ヶ国が参加し、会期中210万人が来場した。

## Gallery

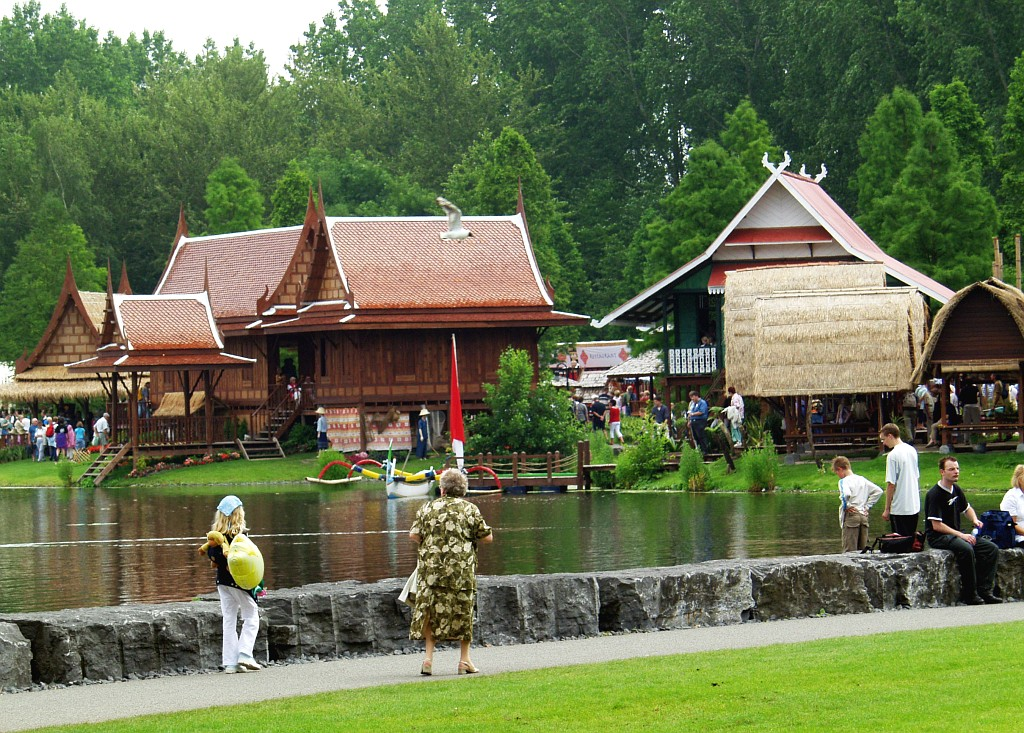
国際パビリオン
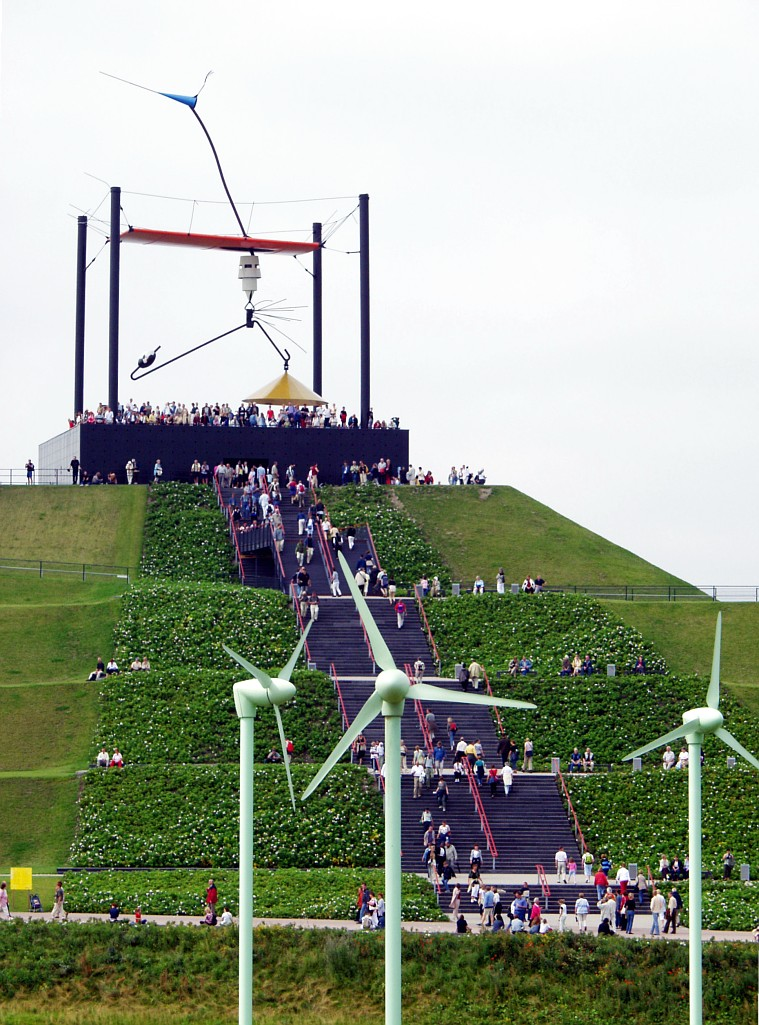
ビッグ・スポッターズ・ヒル（オランダ語版）の全自動無人運転車両システム
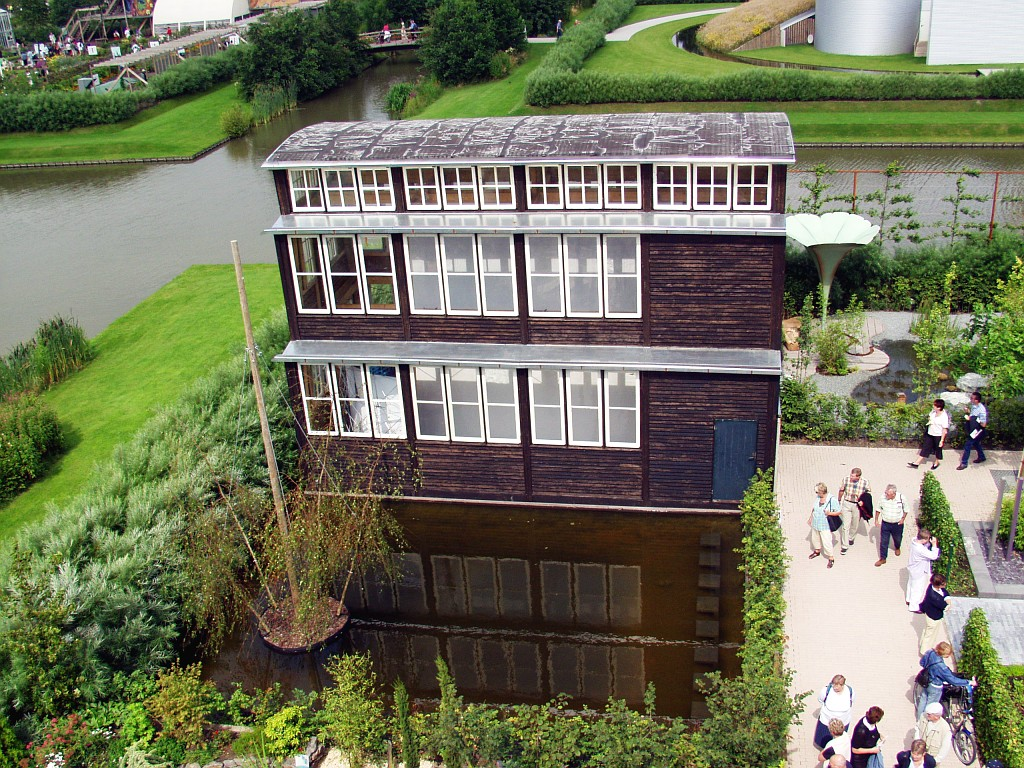
屋上庭園
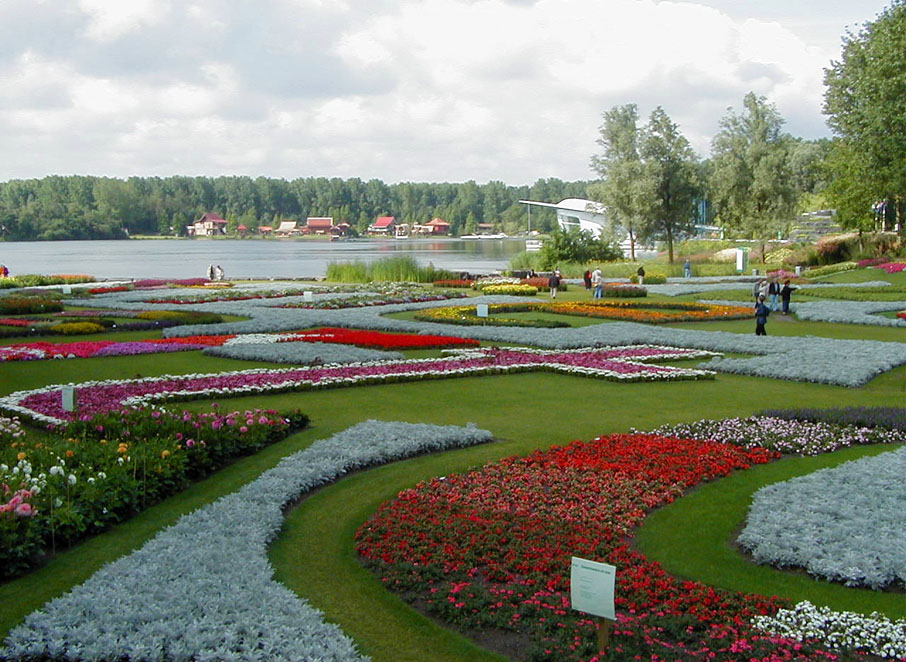
庭園